# Acoelorraphe wrightii
Espèce
Synonymes
Paurotis wrightii (Griseb. & H.Wendl.) Britton, 1908
Le Paurotis de Wright, Acoelorraphe wrightii (parfois orthographié Acoelorrhaphe wrightii), est une espèce de palmiers (plantes de la famille des Arecaceae). 
Cette espèce est présente dans la péninsule du Yucatán au Mexique, le long du littoral caraïbe de l'Amérique centrale (depuis le Belize jusqu'au nord du Costa Rica), dans les Caraïbes (à Cuba et l'archipel de San Andrés, Providencia et Santa Catalina), dans une partie des Bahamas, et dans l'extrême sud de la Floride. Le nom du genre est une combinaison de trois mots grecs signifiant : ‘a’- « sans »,  'koilos' pour « creux » et ‘rhaphis’ « couture », une allusion à la forme du fruit ou plutôt de la graine qui est dénuée de cicatrice en creux.

## Synonymes
Selon The Plant List :
- Acanthosabal caespitosa Prosch.
- Acoelorrhaphe arborescens (Sarg.) Becc.
- Acoelorrhaphe pinetorum Bartlett
- Brahea psilocalyx Burret
- Copernicia wrightii Griseb. & H.Wendl.
- Paurotis androsana O.F.Cook
- Paurotis arborescens (Sarg.) O.F.Cook
- Paurotis psilocalyx (Burret) Lundell
- Paurotis schippii Burret
- Paurotis wrightii (Griseb. & H.Wendl.) Britton
- Serenoa arborescens Sarg.

## Dénominations
Le palmier est appelé « hairy Tom palmetto » au Belize, « guano preto » à Cuba, « tasiste » au Guatemala et au Mexique, « tique » au Honduras, « everglade palm » et « paurotis palm » aux États-Unis.

## Description
Anciennement appelé Paurotis wrightii d'où son appellation vernaculaire, ce palmier, semblable au faux doum (Chamaerops humilis) pousse aux Everglades, en Floride.
Il ressemble beaucoup à Chamaerops humilis mais son stipe est plus fin, ses feuilles plus grandes et son stipe est généralement plus haut, de 7 à 8 m.
Il est cespiteux et résiste très mal aux températures négatives.

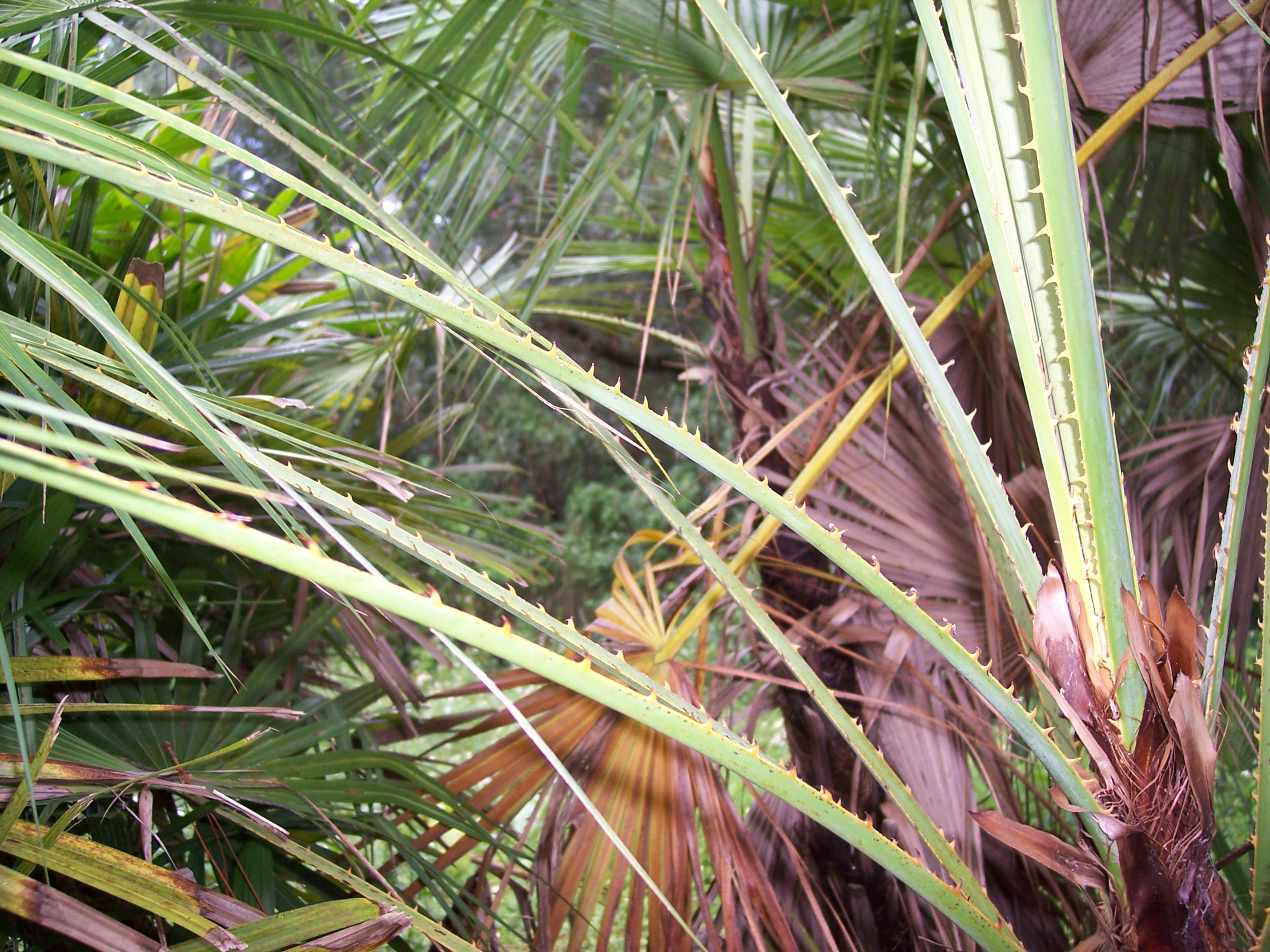
Pétioles
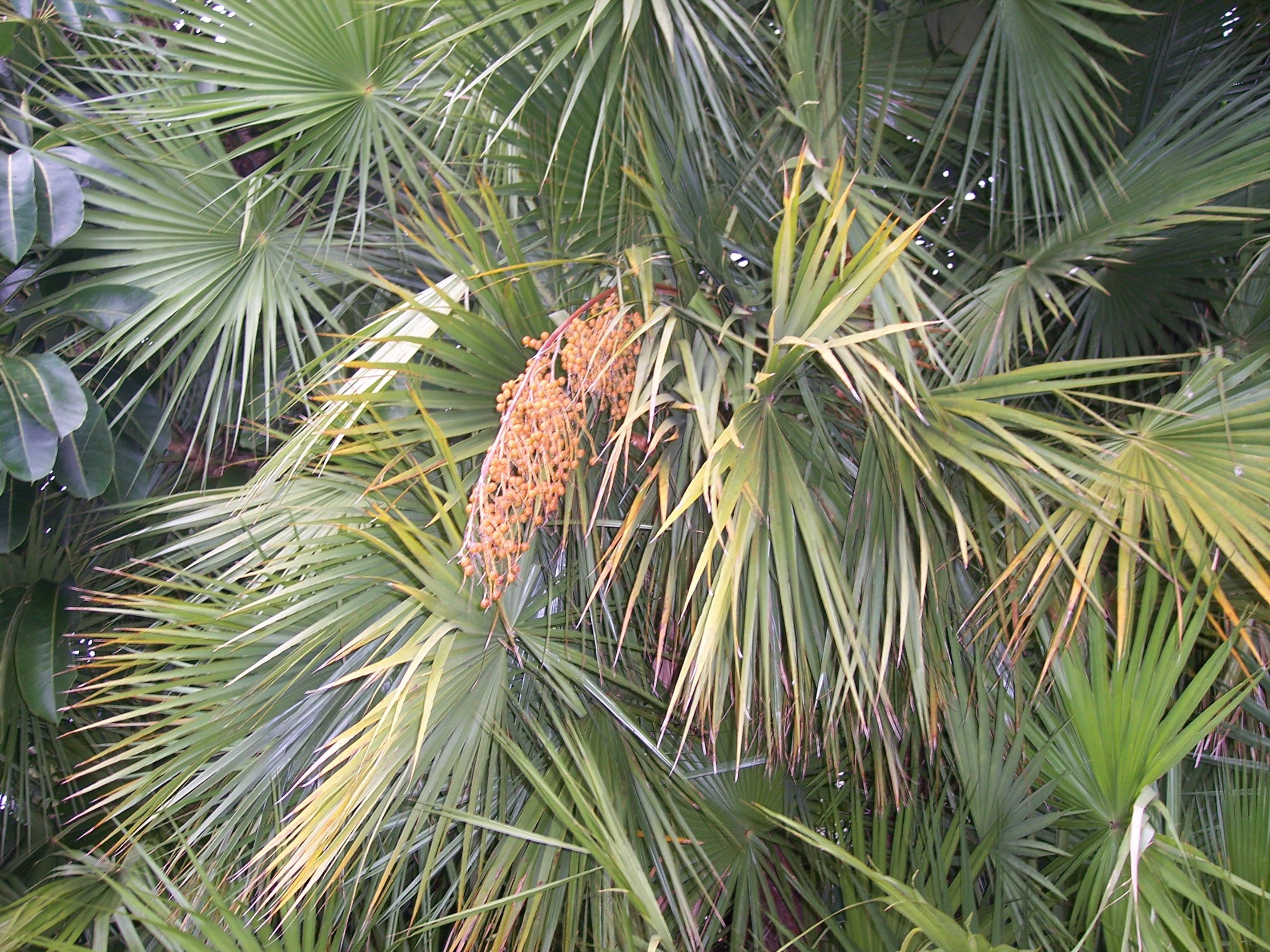
Fruit

## Culture
Acoelorraphe wrightii est une espèce avant tout de zone humide et de climat tropical. En dépit de cela, ce palmier montre une intéressante capacité de résistance au froid, ce qui autorise sa culture sous des climats tempérés chauds. Des observations montrent que les feuilles ne sont complètement brulées qu'à partir de −7 °C. Les stipes sont capables de survivre à des températures encore plus basses. Ce palmier est très cultivé en Floride aux États-Unis.

## Liste des variétés
Selon Tropicos (7 août 2014) :
- variété Acoelorrhaphe wrightii var. novo-geronensis Becc.

### Sous le nomAcoelorrhaphe wrightii
- (en) JSTOR Plants : Acoelorrhaphe wrightii  (consulté le 7 août 2014)
- (en) Catalogue of Life : Acoelorrhaphe wrightii (Griseb. & H.Wendl.) H.Wendl. ex Becc. (consulté le 17 décembre 2020)
- (en) GRIN : espèce Acoelorrhaphe wrightii  (Griseb. & H. Wendl.) H. Wendl. ex Becc. (consulté le 7 août 2014)
- (en) NCBI : Acoelorraphe wrightii (taxons inclus) (consulté le 7 août 2014)
- (en) The Plant List : Acoelorrhaphe wrightii (Griseb. & H.Wendl.) H.Wendl. ex Becc.  (source : KewGarden WCSP) (consulté le 7 août 2014)

### Sous le nomPaurotis wrightii
- (en) JSTOR Plants : Paurotis wrightii  (consulté le 7 août 2014)
- (en) GRIN : espèce Paurotis wrightii  (Griseb. & H. Wendl.) Britton  (Nom accepté: Acoelorrhaphe wrightii  (Griseb. & H. Wendl.) H. Wendl. ex Becc.) (consulté le 7 août 2014)
- (en) Tropicos : Paurotis wrightii (Griseb. & H. Wendl.) Britton (Syn. Acoelorraphe wrightii  (Griseb. & H. Wendl.) H. Wendl. ex Becc., Acoelorrhaphe wrightii  H. Wendl. & Becc.)  (+ liste sous-taxons) (consulté le 7 août 2014)